# Ljubov' zemnaja
Ljubov' zemnaja (Любовь земная) è un film del 1974 diretto da Evgenij Semёnovič Matveev.

## Trama
Il presidente del Kolkhoz Zachar Derjugin, avendo una famiglia, si innamorò di Manja Polivanova. Manya dà alla luce un figlio da lui. Zakhara viene espulso dal partito e rimosso dalla carica di presidente. La sua anima è ferita da questo, ma soprattutto soffre del fatto che Manja ha deciso di separarsi da lui e crescere suo figlio da sola. Ma la guerra iniziò e Zachar andò al fronte.